# Хайдское аббатство
Хайдское аббатство (англ. Hyde Abbey) — средневековый бенедиктинский монастырь под стенами города Уинчестера (Гэмпшир). В ходе роспуска монастырей Генрихом VIII аббатство было распущено в 1538 году и, по большей части, постройки его разобраны. В аббатстве покоились останки англосаксонских королей Альфреда Великого, его сына Эдуарда Старшего и жены Эльсвиты. После роспуска монастыря останки утеряны, и, несмотря на продолжающиеся раскопки, не найдены.

## История
Альфред Великий вновь основал город Уинчестер в 880 году. Англосаксонский собор и королевский дворец стояли посреди вновь построенного города. По мере его роста, в последнем году правления Альфреда в городе купили землю и под руководством сына Альфреда Эдуарда Старшего начали постройку Нового Минстера рядом со старым собором. Аббатом стал учёный монах Гримбальд (†8 июля 901) из монастыря свв. Бертина и Омера во Фландрии. Около 903 года, когда здание было по большей части готово, его освятили. 
Останки Альфреда Великого переместили в новый храм из старого, позднее там упокоились и другие члены королевской семьи. 
В 1041 году к тому времени реформированное по бенедиктинскому уставу аббатство получило в дар от королевы Эммы, вдовы Кнута, голову святого Валентина, одину из наиболее ценых своих реликвий. 
Книга Страшного суда упоминает владения монастыря в Эддстоне, Коллингбурне, Пьюси, Мэннигфорде и Чизлдоне. Это отражено в прежнем названии Коллингбурн-Эбботс и нынешнем Мэннигфорд-Эбботс. 
В 1109 году Генрих I приказал переместить церковь в пригород Хайд Мид (буквально хайдский луг) к северу от городских стен, прямо за воротами. В 1110 году была освящена новая монастырская церковь, в которой перед главным алтарём после торжественной процессии были перезахоронены тела Альфреда, Эльсвиты и Эдуарда. К этим могилам потом совершались паломничества. 
В 1141 году церковь пострадала при пожаре Уинчестера в ходе феодальной войны 1135—1154 годов и после этого была значительно перестроена. Аббатство процветало и владело значительными землями вплоть до роспуска в 1539 году. Последним монахам были назначены пенсии, здания вскоре разобрали на стройматериалы. От монастырской библиотеки уцелели картулярии (ныне находится в Британской библиотеке), бревиарий конца XIII или начала XIV веков и книга поминовений (Liber vitae — список людей, которых община поминала в ходе молитв).
Всего через три года после роспуска, в 1542 году, когда антикварий Джон Леланд посетил это место, аббатство осталось лишь в воспоминаниях. На два с половиной века (1538—1788) хоры аббатской церкви, где были похоронены Альфред Великий и другие, были забыты. Юго-западную часть монастыря застроили крупным домом, восточную часть близ речки использовали под пастбище, хотя имеются свидетельства того, что там и складировали строительный мусор.
В 1788 году на месте монастыря местными властями было решено построить небольшую тюрьму. Заключенные начали копать фундамент и наткнулись на несколько монастырских захоронений. Местный католический священник доктор Милнер писал: 
Безбожники роются во прахе Альфреда и Эдуарда… почти каждый удар кирки и лопаты вторгается в древнее погребение, почтенному содержимому которого не уделяется никакой чести. Выкопано множество каменных гробов, в которых найдено множество древностей: потиры, кольца, пряжки, кожаная обувь, шёлковое шитьё и золото от казул и других облачений, а также крюк и другие части от прекрасного позолоченного посоха.
От аббатства остались только привратная постройка, некогда разделявшая внешний и внутренний дворы монастыря, арочный мост через канал для монастырской мельницы и церковь для паломников и мирских братьев, ставшая нефом и алтарём приходской церкви святого Варфоломея.

## Раскопки
Археологические изыскания производились в 1999 году:
Раскоп 1999 года состит из трёх траншей, расположенных так, чтобы собрать наибольший объём информации о восточной половине аббатской церкви...
Выяснено, что строительство шло в два этапа. Церковь 1110 года построена из кремня и битого мела на светло-коричневом меловом растворе ... Хоры и окружающую их обходную галерею разделяла аркада ... по которой проходили паломники, пользовавшиеся капеллами вокруг хоров церкви. Одна из капелл с южной стороны представляла из себя прямоугольный объём с полкруглой абсидой с восточной стороны. Открыта и часть аналогичной капеллы с северной стороны.
Восточная оконечность церкви 1110 года завершалась небольшой капеллой, перестроенной в конце XII или начале XIII веков в медового цвета мелкозернистом известняке на твёрдом оранжевом растворе.
Стратиграфия позволяет предположить, что первоначальная капелла сохранялась во время постройки новой и была разобрана только после её завершения, вероятно, чтобы не прерывать службы. Датировка этой перестройки неточна, но её можно связать с «чудесами» на гробнице св. Варнавы, происходившими в 1182 году.
... Прямо перед главным алтарём обнаружены глубокие ямы от предыдущих попыток отыскать гробницы Альфреда Великого. При роспуске монастыря в 1539 году эти могилы, как говорят источники, были обозначены небольшими свинцовыми табличками с именами Альфреда и Эдуарда. Последующие находки говорят о том, что тогда могилы не тронули. Церковь и клуатр были разобраны в течение года. Карты конца XVIII века показывают, что на месте церкви лежат груды строительного мусора...
Капитан Ховард, известный антикварий, который знал о находке уполномоченных Генриха VIII, расспросил начальника тюрьмы мистера Пейджа, который рассказал, что в саду управляющего было раскопано место главного алтаря с тремя могилами пред ним.
Гроб, который сочли принадлежавшим Альфреду, был изготовлен из цельного камня и окован свинцом. Заключённые разбили его, выбросили содержимое и продали металл, после чего углубили яму до уровня грунтовых вод и закопали там обломки саркофага.

Найденная ныне яма соответствует описанию Пейджа: она простирается на всю ширину алтаря и выкопана до уровня грунтовых вод... Слабые следы прежних ям, которые могут быть тремя королевскими могилами, также обнаружены.

## Внешние ссылки
- Britain Express: Hyde Abbey
- Houses of Benedictine monks: New Minster, or the Abbey of Hyde // A History of the County of Hampshire. — 1973. — Т. Volume 2. — С. 116-22.